# سیارک ۱۴۲۸۲
سیارک ۱۴۲۸۲ (به انگلیسی: 14282 Cruijff، نامگذاری:2097P-L)۱۴۲۸۲مین سیارک کشف شده‌است که در ۲۴ سپتامبر ۱۹۶۰ کشف شد.